# Cuentos chinos
Cuentos chinos fue un programa de televisión producido por La Fábrica de la Tele y Mediaset España. Este se emitió en Telecincoentre el 11 y el 27 de septiembre de 2023, siendo presentado por Jorge Javier Vázquez.

## Formato
En Cuentos chinos, Jorge Javier Vázquez realiza entrevistas a personajes conocidos, con la participación de colaboradores —conocidos como cuentistas— en diferentes secciones, así como de Jing Jing, una gata-leona china interpretada por Carla Pulpón, que es la mascota del programa.

### Secciones
- Susi a domicilio: Susi Caramelo va a las casas de los famosos para conocer algunos de sus secretos y dónde viven.
- ¡No son cuentos chinos!: Informativo conducido por Anabel Alonso o Antonio Castelo sobre las fake news.
- ¡Vaya melones!: Celia Villalobos critica los aspectos más polémicos del momento.
- Análisis de la prensa rosa: Antonio Castelo y Virginia Riezu ofrecen sus puntos de vista acerca de las noticias más destacadas de los famosos.
- Misión imposible: Athenea Pérez derriba los tópicos más típicos sobre los certámenes de belleza.
- Lotobombo: Se trata de una lotería llevada a cabo por Germán González, en la que participa el público de plató, cuyos premios no son agradables.
- La guía michinín: Dakota Tárraga, Fani Carbajo, José Perea y Sergio Mengual viajan juntos a la España vaciada.
- Muy intelesante: Repaso de momentos destacados de la televisión.
- Anabel para creer: Anabel Alonso trata temas controvertidos y los comenta.
- Los Increíbles de Melani: Melani Olivares trae personas con diferentes talentos al programa.
- Lo que me sale del Susi: Susi Caramelo critica algún tema y da voz a las quejas de la gente sobre temas que se han normalizado y no deberían estarlo.

## Equipo

### Presentadores
Presentador titular
| Presentador          | Información               |      |
| Presentador          | Información               | 2023 |
| -------------------- | ------------------------- | ---- |
| Jorge Javier Vázquez | Presentador de televisión |      |

### Colaboradores
| Colaborador/a        | Información                         |      |
| Colaborador/a        | Información                         | 2023 |
| -------------------- | ----------------------------------- | ---- |
| Germán González      | Colaborador y reportero             |      |
| Susi Caramelo        | Humorista, reportera y presentadora |      |
| Celia Villalobos     | Expolítica                          |      |
| Anabel Alonso        | Actriz y cómica                     |      |
| Carla Pulpón         | Actriz                              |      |
| Athenea Pérez        | Miss Universo España 2023           |      |
| Antonio Castelo      | Humorista y presentador             |      |
| Virginia Riezu       | Humorista                           |      |
| Melani Olivares      | Actriz                              |      |
| Natalia Lombardo     | Periodista                          |      |
| Carolina Sandoval    | Presentadora                        |      |
| Juan Sanguino        | Periodista                          |      |
| Irma Soriano         | Presentadora                        |      |
| Marta López          | Colaboradora de televisión          |      |
| Juan Luis Galiacho   | Periodista                          |      |
| Ana Isabel Gutiérrez | Psicóloga                           |      |
| Patricia Izquierdo   | Periodista                          |      |
| Dakota Tárraga       | Participante de Hermano mayor       |      |
| Fani Carbajo         | Participante de LIDLT 1             |      |
| José Perea           | Diseñador de moda                   |      |
| Sergio Mengual       | Influencer                          |      |

## Audiencias
| Temporada | Estreno                  | Final                    | Audiencia    | Audiencia |
| Temporada | Estreno                  | Final                    | Espectadores | Cuota     |
| --------- | ------------------------ | ------------------------ | ------------ | --------- |
| 1.ª       | 11 de septiembre de 2023 | 27 de septiembre de 2023 | 912 000      | 7,0%      |

### Temporada 1
| N.º | Invitado/a                                                                     | Fecha de emisión         | Audiencia        |
| --- | ------------------------------------------------------------------------------ | ------------------------ | ---------------- |
| 1   | Mau & Ricky, Petra Martínez y Pablo Chiapella Susi a domicilio: Joaquín Torres | 11 de septiembre de 2023 | 1 240 000 (9,4%) |
| 2   | Bárbara Rey y Carlos Sobera                                                    | 12 de septiembre de 2023 | 940 000 (7,0%)   |
| 3   | Prince Royce                                                                   | 13 de septiembre de 2023 | 828 000 (6,8%)   |
| 4   | Paula Echevarría                                                               | 14 de septiembre de 2023 | 927 000 (7,4%)   |
| 5   | Sor Lucía Caram Susi a domicilio: Esperanza Aguirre                            | 18 de septiembre de 2023 | 930 000 (7,1%)   |
| 6   | Los Jiménez de Los Gipsy Kings                                                 | 19 de septiembre de 2023 | 868 000 (6,7%)   |
| 7   | Juanjo Artero                                                                  | 20 de septiembre de 2023 | 926 000 (7,1%)   |
| 8   | Isa Pantoja Susi a domicilio: Rappel                                           | 25 de septiembre de 2023 | 885 000 (6,7%)   |
| 9   | Carles Sans y José Corbacho                                                    | 26 de septiembre de 2023 | 776 000 (5,8%)   |
| 10  | Manuela Carmena                                                                | 27 de septiembre de 2023 | 800 000 (6,2%)   |